# Хуана Инес де ла Крус
Монахинята Хуана Инес де ла Крус (на испански: Sor Juana Inés de la Cruz) или сестра Хуана (12 ноември 1648/1651 – 17 април 1695) е поетеса, философка, математичка и мистичка от Нова Испания (колония в Испанска Америка), предшественичка на борбата за правата на жените.

## Име
Сестра Хуана е известна и с пълното си име Хуана Инес де ла Крус де Асбахе/Асуахе и Рамирес де Сантияна (Juana Inés de la Cruz de Asbaje (o Asuaje) y Ramírez de Santillana). Рожденото ѝ име е Хуана Инес Рамирес де Сатияна (Juana Inés Ramírez de Santillana).

## Биография
Родена е през 1651 (според други биографи през 1648) г. в семейство на баскски морски капитан и местна креолка в градчето Сан Мигел де Непантла, близо до град Мексико, тогава столица на колонията Нова Испания в Америка.
Тя е дете чудо. Започва да пише на 3 години, на 8 съчинява религиозно съчинение, на 12 вече е изучила латински, а на 13 е приета в двора на вицекраля. Там е свикана специална комисия от 40 учени, която да установи дали необикновената ѝ ранна образованост „се дължи на положен труд или на откровение свише“. В този изпит, по думите на вицекраля, Хуана Инес напомня на „кралски галеон, обкръжен от дребни лодчици“. Сестра Хуана е изключително красива и начетена, което спечелва влиятелното внимание на високите класи.
Все пак на 19 години тя напуска бляскавия дворцов живот и постъпва в манастир, за да избегне женитба, която ще я лиши от литературните и научни занимания. Тя превръща килията си в културно средище, продължава да пише.

## Феминизъм
Тя е силен поддръжник на правата на жените, което днес назовават феминизъм. В поемата „Редондиля“ („Redondillas“) защитава правото на жените да бъдат уважавани хора. В „Упорити мъже“ („Hombres necios“) критикува сексизма от онова време, осмивайки лицемерието на мъжете, които публично осъждат проститутките, но в усамотение плащат на жени да правят точно това, което малко преди това са нарекли погнуса в очите на Бога.

## Бисексуалност
Хуана Инес има много романтични, любовни и еротични поеми, като освен поемите си към мъже, тя е писала пламенни поеми към жени. 

## Спор с църквата
Нейното 'мислене в стил говорене на високо' е било особено опасно за надигащата се тогава Контрареформация. Който разпитвал и поставял под въпрос социалните норми и еклесиастка догма е можел да бъде определен от Църквата за еретик и зареди това подложен на инквизиция поради несправедливи обвинения от страна на Римокатолическата църква, така заточвайки в мълчание модерните мислители, карайки ги насила да се разкаят и покаят, или им е отнемала имоти, също и на семейството, измъчвала ги е, заточвала ги, затваряла ги в затвор и ги убивала.
Нещата стават напечени през 1690 г., когато е публикувано писмо, което атакува сестра Хуана заради нейния интерес към науката, предполагайки, че тя трябва да се отдаде на леко и неангажиращо богословие.
В същото време властни представители на испанския двор са нейни ментори и тя е широко четена в Испания, като е наричана Десетата муза. Тя е провъзгласена за най-известния поет в завоювания американски континент. Нейна работа е публикувана с първата печатна преса на американския континент в Мексико Сити.
В отговор на духовенството, което търси начин да я укори, сестра Хана пише писмо, наречено „Отговор до Сестра Филотея“, в което защитава правото на жените на образование, което желаят. Католическата църква чрез архиепископа на Мексико се включва към други официални власти в осъждането на сестра Хуана в „своенравие.“
След 1693 г. сестра Хуана престава да пише заради риска от по-нататъшна цензура на Църквата. По-късно продава всичките си книги (4000 тома), музикалните си инструменти и научни инструменти, а Инквизицията изгаря всички нейни книги. Само някои нейни книги са запазени, известни като „Пълни съчинения.“
Според Октавио Пас творчеството на сестра Хуана е спасено от жената на вицекраля. Някои автори спекулират, че тези 2 жени били любовници.